# زن پاریسی
زن پاریسی (به انگلیسی: A Woman of Paris) فیلمی صامت، به کارگردانی چارلی چاپلین با بازی ادنا پرواینس، کلارنس گلدارت، کارل میلر، لیدیا نات، چارلز کی. فرنچ و آدولف منژو محصول سال ۱۹۲۳ است.
زنی از پاریس اولین فیلم چاپلین در کمپانی فیلم‌سازی یونایتد آرتیستس است که در سال ۱۹۲۳، به صورت سیاه‌وسفید و صامت ساخته شد. زن پاریسی تنها فیلم چاپلین است که خود او در آن بازی نمی‌کند. ادنا پرواینس بازیگر اصلی فیلم است. او مهم‌ترین بازیگر زن فیلم‌های کوتاه چاپلین بود که در بیش از ۳۰ فیلم با هم همکاری داشتند. چاپلین تلاش داشت با ساخت این فیلم ادنا پرواینس را به عنوان بازیگر درام و نه صرفا بازیگر کمدی مطرح کند.